# Rezende Monteiro
Antônio Rezende Monteiro, conhecido como Rezende Monteiro (Caiapônia, 30 de junho de 1923—Goiânia, 12 de março de 1986) foi um político brasileiro filiado ao Partido Democrático Social que serviu como deputado estadual, 5.º vice-governador e deputado federal por Goiás. 

## Vida Pessoal
Nascido em Caiapônia, no dia 30 de junho de 1923, Antônio Rezende Monteiro era filho de Dirceu Monteiro e Adelina Rezende Granja. Formou-se na Faculdade de Direito de Niterói, no ano de 1950. Residiu inicialmente em Caiapônia e depois, em Goiânia.

## Carreira política
Começou a carreira ao ser deputado estadual por Goiás, eleito pelo PTB, durante 3ª legislatura, no quadriênio 1955-1959, foi eleito para deputado federal em 1959, exercendo mandato até 1963. Simultaneamente, foi vice-governador de Goiás, na chapa de Mauro Borges Teixeira, renunciando em novembro de 1964, para que o general Carlos de Meira Mattos pudesse assumir a interventoria federal do estado. Permaneceu como deputado pelo PTB, até o Ato Institucional n.º 2, quando filiou-se à Aliança Renovadora Nacional, exercendo mandato como deputado federal até 1983, ou seja, por 6 legislaturas.
Tendo sido dirigente estadual do PTB, adotou um estilo político intermediário entre o conservadorismo e o populismo. 